# Mauritius International 2006
Die Mauritius International 2006 im Badminton fanden als offene internationale Meisterschaften von Mauritius vom 24. bis zum 26. Februar 2006 statt.

## Sieger und Platzierte
| Disziplin    | Gold                                | Silber                             | Bronze                            |
| ------------ | ----------------------------------- | ---------------------------------- | --------------------------------- |
| Herreneinzel | Richard Vaughan                     | Klaus Raffeiner                    | Jan Vondra                        |
| Herreneinzel | Richard Vaughan                     | Klaus Raffeiner                    | Olivier Fossy                     |
| Dameneinzel  | Agnese Allegrini                    | Grace Daniel                       | Annari Viljoen                    |
| Dameneinzel  | Agnese Allegrini                    | Grace Daniel                       | Amrita Sawaram                    |
| Herrendoppel | Dorian James Willem Viljoen         | Chris Dednam Roelof Dednam         | Anuj Gupta Nikhil Kanetkar        |
| Herrendoppel | Dorian James Willem Viljoen         | Chris Dednam Roelof Dednam         | Édouard Clarisse Stephan Beeharry |
| Damendoppel  | Karen Foo Kune Grace Daniel         | Chantal Botts Kerry-Lee Harrington | Shirley Etienne Danielle Jupiter  |
| Damendoppel  | Karen Foo Kune Grace Daniel         | Chantal Botts Kerry-Lee Harrington | Juliette Ah-Wan Cynthia Course    |
| Mixed        | Greg Orobosa Okuonghae Grace Daniel | Georgie Cupidon Juliette Ah-Wan    | Chris Dednam Annari Viljoen       |
| Mixed        | Greg Orobosa Okuonghae Grace Daniel | Georgie Cupidon Juliette Ah-Wan    | Nikhil Kanetkar Karen Foo Kune    |

## Finalresultate
| Disziplin    | Sieger                              | Finalist                           | Ergebnis     |
| ------------ | ----------------------------------- | ---------------------------------- | ------------ |
| Herreneinzel | Richard Vaughan                     | Klaus Raffeiner                    | 21–11, 21–18 |
| Dameneinzel  | Agnese Allegrini                    | Grace Daniel                       | 21–19, 21–14 |
| Herrendoppel | Dorian James Willem Viljoen         | Chris Dednam Roelof Dednam         | 21–13, 23–21 |
| Damendoppel  | Karen Foo Kune Grace Daniel         | Chantal Botts Kerry-Lee Harrington | 21–15, 24–22 |
| Mixed        | Grace Daniel Greg Orobosa Okuonghae | Georgie Cupidon Juliette Ah-Wan    | 21–17, 22–20 |